# Вірменська гіпотеза
Вірменська гіпотеза — теорія праіндоєвропейської батьківщини, яка базується на глоттальній теорії. ЇЇ ще називають гіпотезою Гамкрелідзе-Іванова. За цією теорією праіндоєвропейська мова виникла на Вірменському нагір'ї приблизно за 4000 років до н. е.
Гіпотеза про дві прабатьківщини індоєвропейців на території Вірменського нагір'я та в степах Східної Європи була сформульована ще у 1873 році Міллером і базувалася на близькості праіндоєвропейської мови з семіто-хамітськими та кавказькими мовами.
Вона ґрунтується на праці Тамаза Гамклерідзе та В'ячеслава Іванова «Індоєвропейська мова та індоєвропейці», де досліджується граматика і лексика гіпотетичної прамови всіх індоєвропейських мов, намічена реконструкція основних характеристик соціальної організації, релігії та матеріальної культури праіндоевропейців, а також — з використанням археологічних даних — розглядається питання про походження індоєвропейців.

## Критика
Гіпотеза не була підтримана лінгвістами. Серед слабких місць теорії є:
- некоректні зіставлення праіндоєвропейських коренів із семітськими і картвельськими, які є ключовою підставою для такої локалізації[3];
- явна віддаленість вірменської мови від реконструйованої праіндоєвропейської мови, незважаючи на те, що вірмени мали б бути єдиними індоєвропейцями, які не мігрували і повинні були б краще за всіх зберегти індоєвропейську мову[3];
- повна невідповідність запропонованої Івановим та Гамклерідзе схеми міграції до наявних археологічних даних[3];
- на території Вірменського нагір'я нема половини й тварин, дерев і рослин, які вказані у списку флори і фауни Іванова-Гамклерідзе, і які вони рекоснтруювали в свій варіант праіндоєвропейської мови[4].

Книга, у якій була викладена теорія, після перекладу англійською мовою отримала критичні відгуки від інших індоєвропеїстів, у яких йшлося про відсутність фонологічної точності та непереконливість висновків, про наявність суперечностей і слабку аргументацію.